# Eicoseenzuur
Eicoseenzuur is een enkelvoudig onverzadigde verbinding die onder andere voorkomt in koolzaadolie (10%) en sporadisch in lijnzaadolie (<1%). Het is een omega 9-vetzuur met 20 koolstofatomen en één onverzadigde binding (C20:1). In zuivere toestand is het een gele vloeistof met een smeltpunt rond kamertemperatuur.